# 穀倉

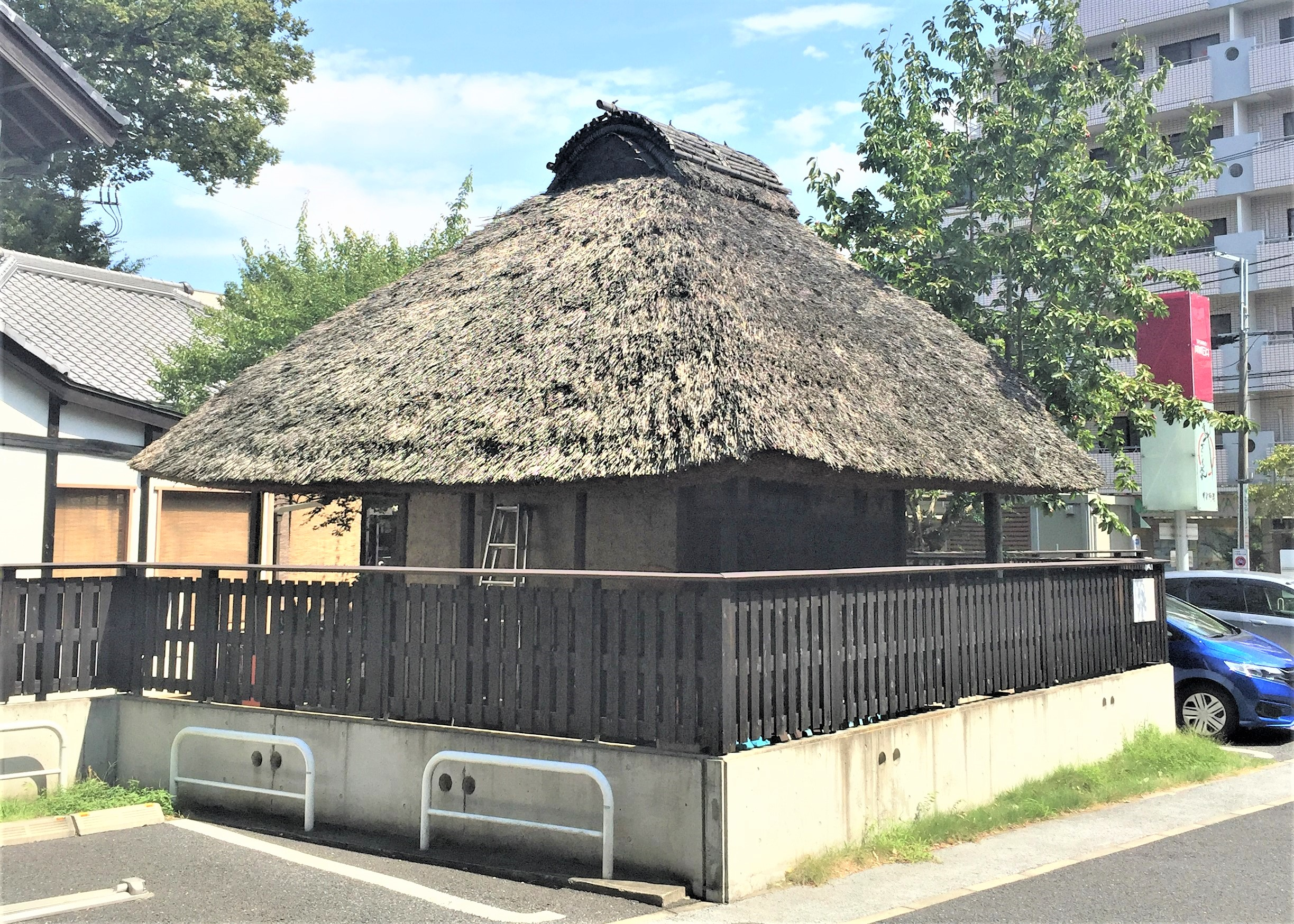
明治時代の穀倉(東京都世田谷区等々力)

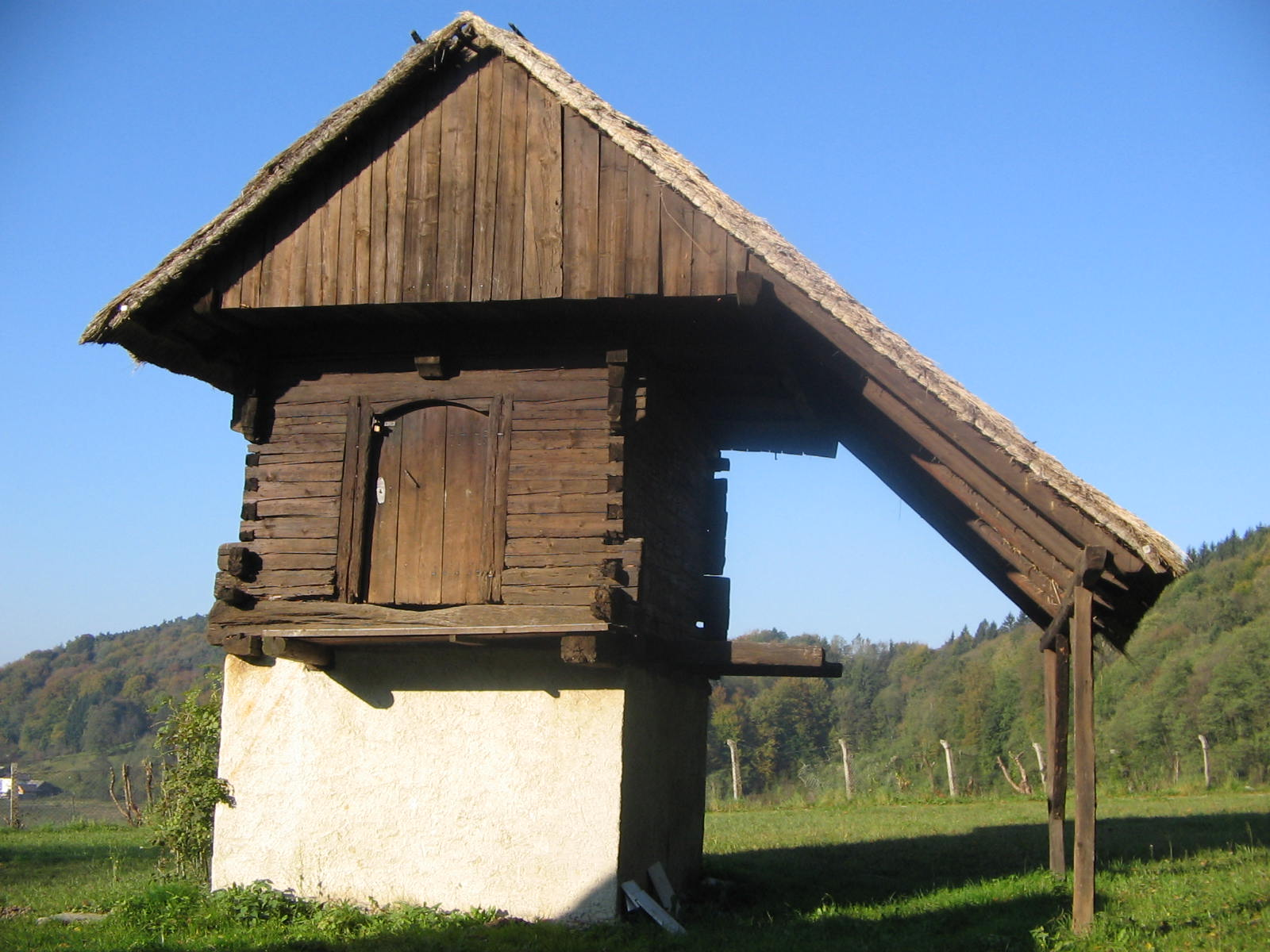
スロベニアの首都リュブリャナの穀倉

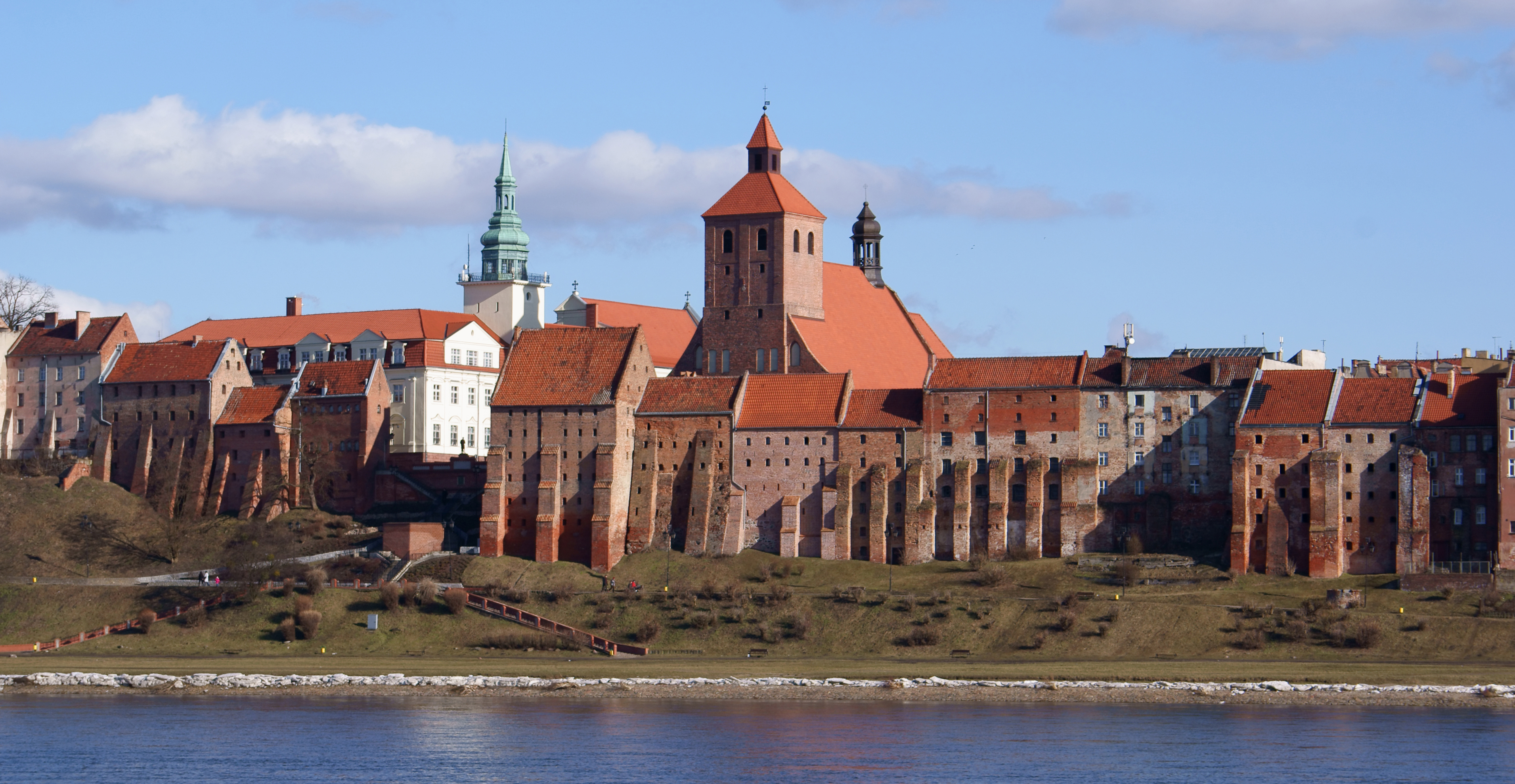
ポーランド、グルジョンツの大穀倉

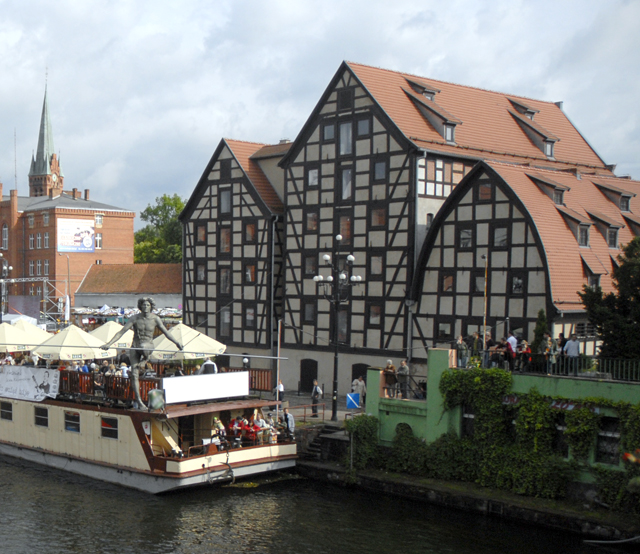
ポーランド、ビドゴシチの穀倉

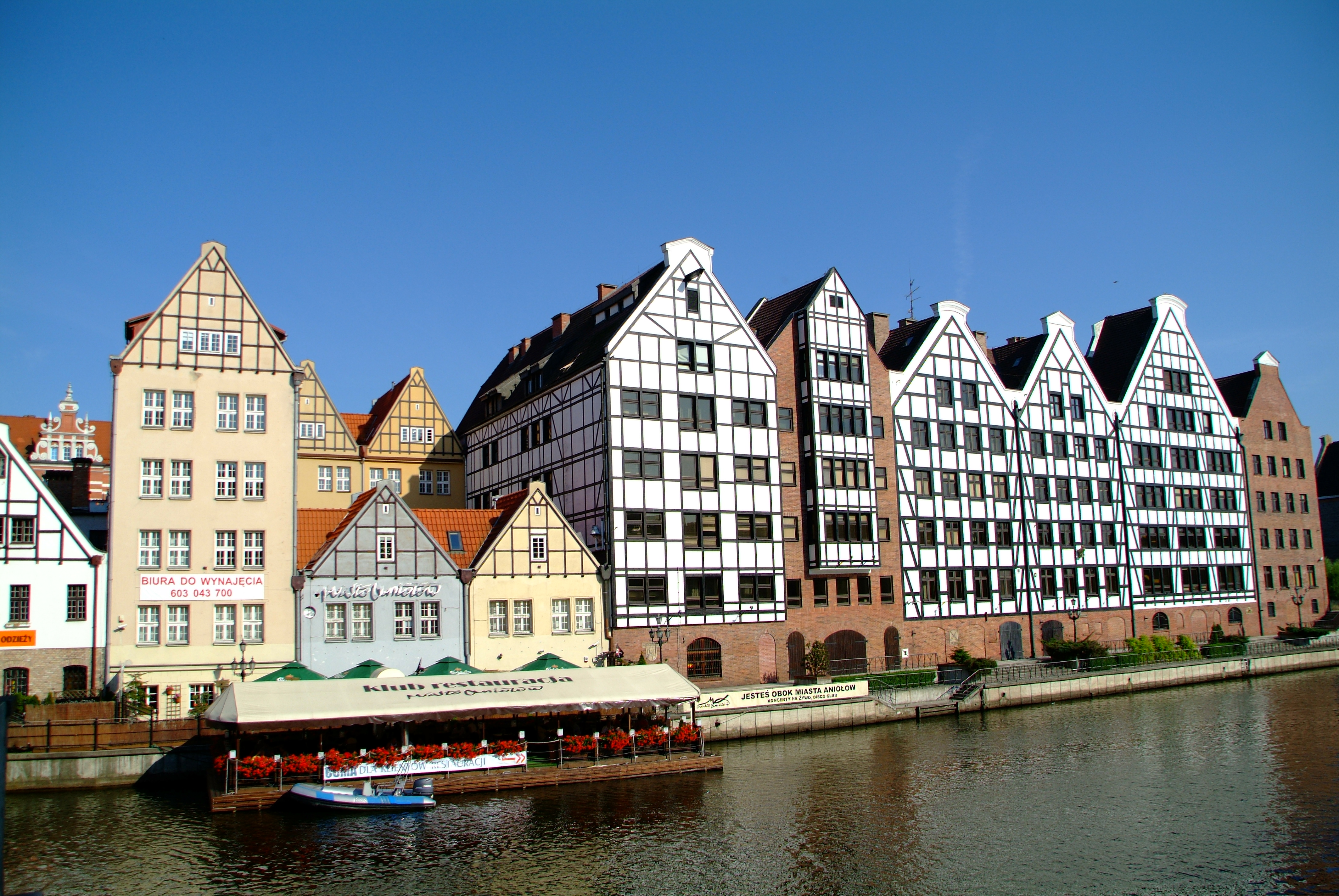
ポーランド、グダンスクの穀倉島

穀倉（こくそう）とは、穀物を備蓄する倉庫。

## 歴史
古代から穀倉は食料の倉庫として利用され、紀元前9500年代にヨルダン川流域に穀倉が存在したことが分かっている。最初は建物の間にあったが、紀元前9500年頃に家の中に移され、紀元前7500年までには専用の部屋が作られるようになった。最初の穀倉は、外側 3m x 3m で昆虫や小型哺乳類から守り、空気の換気を良くするため高床倉庫になっていた。
中世から近世にかけてのヨーロッパ最大の穀物生産国であったポーランドでは大規模な穀倉が発展し、各地に独特の様式の大穀倉が建築された。

## 日本の律令制における穀倉
日本の律令制においては、中央の官衙や地方の国衙・郡衙に設置された。和銅7年（714年）には、穀倉の規格を2,000・3,000・4,000斛の3等級にと定めたが、実際には1,000斛や7,000斛の穀倉も設置された。
穀倉の底には穎稲が厚さ5寸で敷き詰められ、その上に稲穀をバラ積みして置く委穀という方式が取られ、入口には塞という空間を設置した。塞は穀物の流出を防ぐとともに委穀の計測や搬入積出にも利用された。
天平宝字3年（759年）に唐の制度をまねて平城京に常平倉が設置され、その後存廃を繰り返しながら、平安時代初期には平安京の穀倉院へと発展した。